# Borovo, Kraljevo
Borovo (izvirno srbsko Борово) je naselje v Srbiji, ki  administrativno pripada Občini Kraljevo, slednja pa je del Raškega upravnega okraja.

## Demografija
V naselju s 174 prebivalci živi 139 polnoletnih občanov katerih povprečna starost je 45,8let.